# Moacir Barbosa Nascimento
Moacir Barbosa Nascimento, beter bekend onder zijn spelersnaam Barbosa (Campinas, 27 maart 1921 – Praia Grande,  7 april 2000) was een Braziliaans voetballer. Hij werd in de jaren 1940 en 1950 beschouwd als een van de beste doelmannen ter wereld. Hij stond bekend om het niet dragen van handschoenen omdat hij de bal met zijn blote handen wilde voelen. Hoewel hij vele prijzen pakte, wordt hij vooral herinnerd aan het Maracanaço, het drama waarbij gastland Brazilië in de finale van het WK 1950 verloor van buurland Uruguay. Hij overleed aan een hartaanval op 79-jarige leeftijd.

## Biografie

### Clubcarrière
Hij begon zijn carrière bij de kleine club ADCI en maakte in 1942 de overstap naar CA Ypiranga, een middenmoter uit São Paulo. Daar werd hij opgemerkt door Vasco da Gama en ging in 1945 voor tien jaar naar daar. Met deze club won hij zes keer het Campeonato Carioca, één keer het Torneio Rio-São Paulo en in 1948 het Campeonato Sul-Americano de Campeões, wat geldt als de eerste editie van de Copa Libertadores. Na zijn tijd bij Vasco speelde hij nog voor Bonsucesso en Santa Cruz en daarna terug voor Vasco. Hij beëindigde zijn carrière bij Campo Grande.

### Internationale carrière
Barbosa maakte zijn debuut voor het Braziliaanse nationale team in 1945 tijdens de Copa América, waar Brazilië als tweede eindigde, In 1945 hij werd geselecteerd om te spelen voor de Roca Cup en won de beker, hij werd ook geselecteerd om te spelen voor de Copa Rio Branco in 1947 en 1950 en Brazilië won. Barbosa speelde ook voor het nationale elftal en won er in 1949 het Zuid-Amerikaans kampioenschap mee. In de finale won Brazilië met 7-0 van Paraguay, tot op vandaag de grootste overwinning in een finale van deze competitie. Op het WK in eigen land een jaar later werd de titel beslecht via een groepsfase. Toevallig was de derde wedstrijd tussen Brazilië en Uruguay beslissend, Brazilië had aan een gelijkspel zelfs genoeg om wereldkampioen te worden en was torenhoog favoriet. Niet alleen omdat ze het thuisland waren, maar ook omdat ze veel vlotter scoorden dan de Uruguayanen. Friaça bracht de Brazilianen op voorsprong, maar een slecht spelende Bigode liet zich twee keer voorbij dribbelen door Alcides Ghiggia die daarna ook doelman Barbosa passeerde. Het verlies was een nationaal drama en Barbosa was een van de zondebokken, hij werd samen met Juvenal en Bigode vanwege de nederlaag beschuldigd. Hij zou dit drama de rest van zijn leven meedragen. In een interview kort voor zijn dood in 2000 verklaarde hij dat de maximum gevangenisstraf in Brazilië 30 jaar is, maar dat hij 50 jaar gestraft wordt voor iets waar hij niets eens verantwoordelijk voor was. In 1993 mocht hij van de Braziliaanse bond geen commentaar geven bij een interland en hij werd ook eens bij een training van de nationale ploeg weggestuurd omdat hij ongeluk zou kunnen brengen.